# Synchroniczny przerzutnik typu RS

Symbol ogólny przerzutnika synchronicznego RS z wejściami prostymi, zbudowanego z bramek NAND

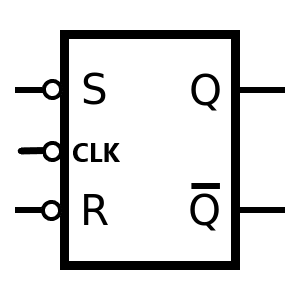
Symbol ogólny przerzutnika synchronicznego z wejściami zanegowanymi

Synchroniczny przerzutnik typu RS – przerzutnik będący rozszerzeniem asynchronicznego przerzutnika RS, wyposażony w dodatkowe wejście synchronizujące.

## Budowa
Synchroniczny przerzutnik RS posiada:
- 3 wejścia:
  - S (ang. set) – wejście ustawiające,
  - R (ang. reset) – wejście zerujące,
  - C (ang. clock) – wejście taktujące (zegar) (czasem oznaczane jako CP, CK, CLK[2] lub E (ang. enable)),
- 2 wyjścia:
  - Q – wyjście zwykłe,
  - Q – wyjście zanegowane (stan przeciwny do wyjścia Q).

Oznaczenia wyjść Q oraz Q są umowne ponieważ nie zawsze stan wyjścia Q jest przeciwieństwem stanu na wyjściu Q – w stanie zabronionym na obu wyjściach występuje ten sam stan.
Od zwykłego przerzutnika RS różni się tym, że zmiana stanu wyjść następuje tylko w przypadku aktywnego stanu na wejściu CLK (przerzutnik zachowuje się wtedy jak zwykły przerzutnik RS). Jeśli na wejściu zegarowym jest stan nieaktywny to przerzutnik nie reaguje na zmiany sygnałów na wejściach R oraz S.
Stan aktywny na wejściu CLK zależy od budowy przerzutnika i może nim być:
- w przerzutnikach wyzwalanych poziomem (zwanych przezroczystymi zatrzaskami ang. transparent latch[3]):
  - stan wysoki (1),
  - stan niski (0),
- w przerzutnikach wyzwalanych zboczem sygnału zegarowego:
  - zmiana stanu z niskiego na wysoki (0 na 1) (wyzwalanie narastającym zboczem sygnału zegarowego)[4],
  - zmiana stanu z wysokiego na niski (1 na 0) (wyzwalanie opadającym zboczem sygnału zegarowego).

## Przerzutnik z bramek NAND

Przerzutnik synchroniczny RS z bramek NAND

Przerzutnik synchroniczny z wejściami prostymi (bez negacji) wyzwalany poziomem może być zbudowany z czterech bramek NAND.
Przerzutnik ten wzbudzany jest podaniem wysokiego stanu na wejście zegarowe E. Działa wtedy tak samo jak przerzutnik RS. Gdy stan na wejściu zegarowym jest niski to stan na wyjściach Q i Q nie ulega zmianie. Stany przed podaniem impulsu synchronizującego oznacza się w tablicach stanów i wzbudzeń indeksem n, natomiast stany po podaniu tego impulsu oznacza się indeksem n+1.
| Sn | Rn | Qn+1            |
| -- | -- | --------------- |
| 0  | 0  | Qn              |
| 0  | 1  | 0               |
| 1  | 0  | 1               |
| 1  | 1  | stan zabroniony |

| Qn | Qn+1 | Sn      | Rn      |
| -- | ---- | ------- | ------- |
| 0  | 0    | 0       | 0 lub 1 |
| 0  | 1    | 1       | 0       |
| 1  | 0    | 0       | 1       |
| 1  | 1    | 0 lub 1 | 0       |